# Milford (Kansas)
Milford – miasto położone w hrabstwie Geary. Liczba ludności w 2000 roku wynosiła 420.